# طواف أبو ظبي 2015
طواف أبو ظبي 2015 (بالإنجليزية: 2015 Abu Dhabi Tour)‏ هو سباق دراجات هوائية أقيم بتاريخ 8 أكتوبر 2015، تكون السباق من 4 مراحل وامتدّ لمسافة 555 كم. فاز به الكولومبي استيبان تشافيس.

## الترتيب
| م                     | الدرّاج         | البلد    | الزمن |
| --------------------- | -------------- | -------- | ----- |
| الفائز بالترتيب العام | استيبان تشافيس | كولومبيا |       |

## روابط خارجية
- طواف أبو ظبي 2015 على موقع إحصائيات الدراجات الإحترافية (الإنجليزية)